# Ursula Lamb
Ursula Schäfer Lamb (Essen, 15 de enero de 1914-Tucson, 8 de agosto de 1996) fue una historiadora estadounidense especializada en historia de América Latina, que publicó obras sobre la era de la exploración y la historia de la ciencia. Fue una académica pionera en la historia de América Latina, cuyos trabajos interdisciplinarios sobre la historia de la ciencia y la globalización son anteriores al reciente auge de este tipo de estudios.

## Trayectoria
Lamb nació justo antes del estallido de la Primera Guerra Mundial en Alemania y alcanzó la mayoría de edad en el periodo de entreguerras. Estudió Historia del Arte en la Universidad de Berlín (1933-1935) durante los primeros años de Adolf Hitler en el poder. Mientras estudiaba, ayudó a familias judías a escapar de la Alemania nazi. Era abiertamente antifascista y fue detenida por protestar contra un discurso de un funcionario nazi. 
En 1935, pudo viajar a Estados Unidos, con ayuda de los cuáqueros, como estudiante de intercambio en el Smith College. Lamb ingresó al programa de posgrado de la Universidad de California en Berkeley, donde estudió con Herbert E. Bolton. Se licenció en 1937 y se doctoró en 1949. Su tesis de maestría se tituló Americanization of the Forty-Eighters, 1848-1860 y la de su tesis doctoral fue Nicolás de Ovando, comendador mayor of Alcántara and governor of the Indies sobre Nicolás de Ovando, gobernador y administrador de La Española, que terminó en 1949.
Debido a los prejuicios contra las mujeres de la época, a Lamb se le impidió seguir sus primeras opciones en una carrera académica. Pero sus dificultades en Estados Unidos se agravaron al ser designada "extranjera enemiga" a pesar de su matrimonio en 1939 con un ciudadano estadounidense, el físico Willis Eugene Lamb, que más tarde ganó un premio Nobel, no podía vivir a menos de 50 millas de la costa.
Lamb enseñó en el Barnard College (1943–51), en el Brasenose College de la Universidad de Oxford (1959–60), en la Universidad Yale (1961–1974) y en la Universidad de Arizona (1974–84), donde se jubiló en 1984. Hasta la Universidad de Arizona no ocupó un puesto de profesora titular.
Murió de cáncer en 1996, le sobrevivió su marido con el que convivió durante 57 años. Una necrológica señala que no se consideraba feminista, pero "reconocía la necesidad de que las académicas fueran tratadas como iguales".

## Obra
- Frey Nicolás de Ovando, Gobernador de las Indias 1501–1509 (1956)
- Science by Litigation: A Cosmographer's Feud (1969)
- The Quarti Partita en Cosmographia by Alonso de Cháves: An Interpretation (1969)
- Martín Fernández de Navarrete clears the deck: The Spanish Hydrographic Office 1802–24 (1980)
- Cosmographies and Pilots of the Spanish Maritime Empire (1995)
- The Globe Encircled and the World Revealed, editor (1995), which includes contributions by Charles R. Boxer, Charles Gibson, Samuel Eliot Morison, J.H. Parry, J.H. Elliott, Woodrow Borah, Murdo J. MacLeod, A.J.R. Russell-Wood, Wilcomb E. Washburn

## Reconocimientos
Lamb recibió varios reconocimientos a lo largo de su carrera, destacando su contribución en el campo de la historia y las humanidades. En 1968–69, fue galardonada con la Beca Guggenheim. Posteriormente, en 1972–73, obtuvo una Beca Senior del Fondo Nacional para las Humanidades. Entre 1975 y 1977, Lamb fue presidenta de la Society for the History of Discoveries y en 1978–79, recibió apoyo de la Fundación Nacional de Ciencias. Más adelante, en 1985, fue nombrada Jeannette Black Fellow en la Biblioteca John Carter Brown, un reconocimiento a su trabajo en historia y cartografía. 
En 1990, fue reconocida con el Distinguished Service Award de la Conference on Latin American History, su máximo galardón. Fue la primera mujer en recibirlo. La revista Hispanic American Historical Review tomó la inusual acción de publicar dos obituarios suyos al año siguiente de su muerte, en los que el editor señalaba que la revista se complacía en ofrecer a sus lectores otra mirada a la vida de una pionera entre las mujeres en el campo de la historia latinoamericana.
En 2020, fue incluida dentro del proyecto “Mujeres Investigadoras en los Archivos Estatales (1900-1970)” para la descripción archivística y creación de un micrositio específico en el Portal de Archivos Españoles (PARES), desarrollado entre 2020-2023. Este proyecto ha sido impulsado por la Subdirección General de Archivos Estatales, con el objetivo visibilizar la labor de investigación realizada en España por las mujeres en el intervalo 1900-1970 partiendo de los registros documentales que se conservan en los Archivos de Gestión de los AAEE del Ministerio de Cultura (el Archivo Histórico Nacional, el Archivo de la Corona de Aragón, el Archivo General de Simancas, el Archivo General de Indias, el Archivo de la Real Chancillería de Valladolid, el Archivo General de la Administración y el Centro de Información Documental de Archivos). 